# Памятник Дизраэли
Памятник Дизраэли (англ. Disraeli Monument) — монумент в честь английского писателя и учёного Исаака Дизраэли (1766—1848).
Установлен в 1862 году по проекту архитектора Эдварда Бактона Лэмба. Расположен на холме Тинкер в долине Хьюэнден недалеко от Хай-Уикома, графство Бакингемшир, Англия. Памятник стоит на полях возле поместья, где находился загородный дом Исаака Дизраэли. С памятника виден Виндзорский замок.
Памятник был выполнен по заказу невестки Дизраэли Мэри-Энн Дизраэли, которая была замужем за его старшим сыном, политиком и писателем Бенджамином Дизраэли.